# Bianor simplex
Bianor simplex är en spindelart som först beskrevs av John Blackwall 1865.  Bianor simplex ingår i släktet Bianor och familjen hoppspindlar. Inga underarter finns listade.